# Wickford
Wickford è una città nel sud della contea inglese dell'Essex, in Inghilterra di 32 500 abitanti. La cittadina si trova a circa 30 miglia (50 chilometri) ad est di Londra, rientra nel distretto di Basildon insieme con la città originaria di Basildon, Billericay, Laindon e Pitsea. Tuttavia, parti di Wickford rientrano in quartieri vicini come Chelmsford e Rochford.
Wickford è diventata una città di pendolari con la città di Londra, attraverso il suo collegamento diretto alla stazione di Liverpool Street attraverso la linea di Southend Victoria, sul quale un treno per Londra dura circa 40 minuti.
La città può anche essere facilmente raggiunta attraverso la rete stradale dalla A127 tra Londra e Southend-on-Sea o dalla A130 da Chelmsford.

## Storia
Wickford ha una storia che risale a più di duemila anni. Ci sono prove che l'area stessa è stata abitata in epoca preistorica probabilmente da una tribù di britannici chiamata Trinovanti.
Nel corso del tempo il centro cittadino di Wickford ha migrato verso ovest, verso il moderno High Street sul lato opposto del fiume Crouch.
Il toponimo Wickford si ritrova per la prima volta in un documento sassone del 995, dove compare come Wicford. Appare nel Domesday Book del 1086 come Wincfort.
Prima del XX secolo Wickford era un villaggio agricolo. Storicamente ci sono stati due grandi proprietari terrieri a Wickford, il maniero di Wickford Hall e il maniero di Stilemans.
Robert Wikeford o de Wickford (1330-1390), arcivescovo di Dublino, è nato a Wickford, e la sua famiglia si pensa siano stati Lords di Wickford Hall.

### Relazioni americane
Il villaggio di Wickford nel Rhode Island, Stati Uniti, si crede di essere stato chiamato dopo questa città.
Wickford è stato anche il luogo di nascita inglese di Elisabetta Reade (1615-1672), la seconda moglie di John Winthrop (1606-1676), governatore della colonia del Connecticut e una figliastra di Hugh Peter (1598-1660), un rappresentante di spicco dei Roundhead durante la guerra civile inglese.

### Naturismo
Wickford è diventato il luogo di nascita del naturismo nel Regno Unito. Nel 1922 la sezione inglese dei Gimnosofisti Society è stata costituita e aveva la sua sede in città.

### Seconda guerra mondiale

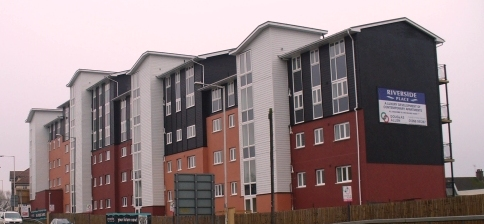
Riverside Place Phase 1 complete

Durante la seconda guerra mondiale la città è stata colpita da un doodlebug tedesco e il 6 dicembre 1944 un razzo V-2 è caduto in Branksome Avenue, a circa un miglio a ovest del centro della città.
Intorno alla città, in mezzo alle siepi e campi, ci sono numerose casematte costruite come parte del sistema di protezione anti invasione nazista.

### Alluvione del 1958
Nel 1958, il centro della città di Wickford fu colpito da un'inondazione che fece notizia a livello nazionale. L'immagine più significativa dell'inondazione fu quella di un autobus a due piani rimasto bloccato a Halls Corner per tutta la notte, parzialmente sommerso dall'acqua.
Un secondo allagamento, nel 1960, portò a modificare il corso del fiume Crouch; ciò incluse il trasformare il fiume in un canale in cemento attraversante il centro della città, anche se questo potrebbe essere rimosso nei prossimi anni, a seconda della portata del Wickford Masterplan (vedi sotto).

## Geografia

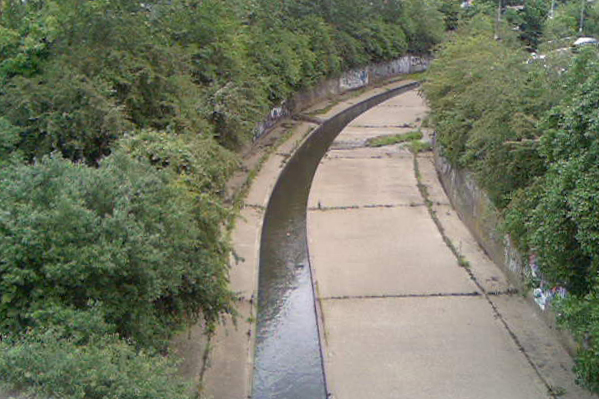
Il River Crouch attraversa Wickford in una banca di cemento progettata per proteggere la città dalle inondazioni..

Per la maggior parte, Wickford è pianeggiante e 10 metri (33 piedi) sul livello del mare. Il punto più alto, alla periferia della città, è di 74 metri (243 ft) sul livello del mare.

### Città e villaggi confinanti
- South Hanningfield
- West Hanningfield
- Rettendon
- Runwell
- Battlesbridge
- Ramsden Crays
- Rawreth
- Crays Hill
- Ramsden Bellhouse
- Ramsden Heath
- Downham
- Shotgate
- South Woodham Ferrers
- Billericay
- Basildon
- Rayleigh